# 커클랜드 (워싱턴주)
커클랜드(영어: Kirkland)는 미국 워싱턴주 킹 군에 위치한 도시이다. 시애틀의 동쪽에 자리잡고 있는 시애틀의 위성도시이다. 인구는 2020년 통계 조사로 92,175명이며, 이는 킹 군에서는 여섯번째로 인구가 많고 워싱턴 주에서는 열세번째로 인구가 많은 것이다. 1976년부터 1985년까지 내셔널 풋볼 리그에 속한 팀인 시애틀 시호크스의 연고지였다.
커클랜드의 호숫가에는 갤러리와 공공미술 작품들, 식당들, 해변과 공원, 그리고 조형물들이 있다.

## 역사

### 정착
지금의 커클랜드 부근에 처음 정착한 사람들은 아메리카 원주민들이다. 1860년대 후반, 맥그레거와 팝햄의 공동체가 영국인 최초로 지금의 헌턴에 정착했다. 그곳에서 약 6km 떨어진 곳, 즉 지금의 후아니타에는 원주민들의 주요 거점이 있었다. 그 후 1872년에는 프랑스인 가족이, 1876년에는 포브스 가족이 지금의 후아니타 비치 공원에, 1877년에는 로즈 힐에 정착했다. 1880년대에는 임·농업에 종사하는 작은 동네가 형성되었다.

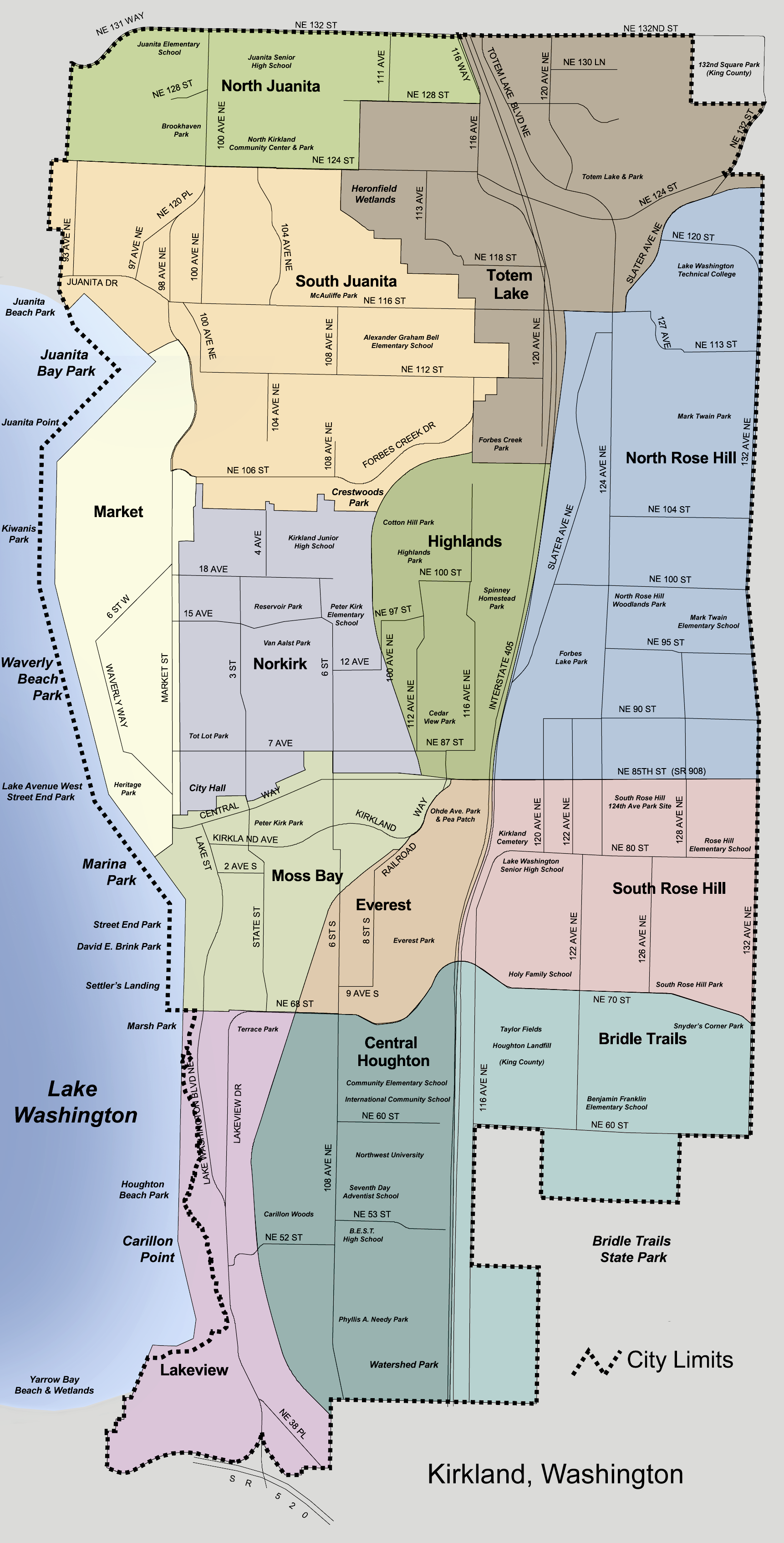
2006년 커클랜드 시 합병 현황 지도

1886년, 영국인 태생 사업가 피터 커크는 가족들의 모스 베이 철강 회사를 확장하기 위해 캐스케이드산맥에 철 퇴적물이 있다는 정보를 입수해 워싱턴주로 갔다. 캐스캐이드산맥은 철 제련에 필요한 석회석 등이 있고, 더욱이 뉴캐슬(워싱턴주)에 제철소에 석탄을 공급할 몇몇 탄광이 건설되고 있었고, 이를 이어주는 철로도 깔리고 있었다. 또한 워싱턴호 운하 건설 계획도 진행 중이었다.
커크는 만약 이곳에 마을이 건설되면 담수 항구와 제철소를 지을 수 있다는 것을 깨달았다. 하지만 커크는 미국 시민이 아니었기 때문에 땅을 구입할 수 없었다. 그래서 시애틀 포스트인텔리젠서의 사장 리 S.J 헌트는 협업하여 부동산을 구매하자고 제안했고, 커크는 이를 수락했다. 커크와 리는 사업을 시작해 1888년 7월, 현재의 커클랜드 도심지 수천 에이커를 사 도시 개발을 시작했다. '서부의 피츠버그라는 커크의 계획이 시작된 것이다. 1888년, 커크와 그의 동료들은 그레이트 웨스턴 철강 회사를 세워 새로운 제철소를 건설하기 시작했다.
그러나 당초 철도를 타코마에 철도를 건설하려하던 북태평양 철도 회사가 이를 취소하며 타코마는 타격을 입게 된다. 커크 또한 이로 인해 타격을 입게 되고 리는 빚을 지게 된다. 하지만 1892년 말에 커크는 제철소를 완공하게 된다. 하지만 1893년 공황으로 인해 커크는 제철소 문을 닫을 수 밖에 없었다. 하지만 커크는 자신의 이름을 딴 도시를 짓는 것을 포기하지 않았고 결국, 1905년에 커클랜드는 532명의 인구를 가진 어엿한 도시가 되었다. 1906년, 제임스 A. 모어와 그의 회사가 25만 달러를 들여 제철소를 지으려다 실패해 제철소를 짓는 시도는 마무리 되었다.
1900년 커티스 가족은 페리 건설 사업을 시작했다. 존 L. 앤더슨 선장과 커티스는 커클랜드에서 최초로 페리를 운행했다. 이는 활발히 운행하였으나, 1940년에 레이시 V. 메모리얼 브릿지가 세워지며 페리는 사라졌다. 1917년, 워싱턴호 운하가 완공되며 선박 건조는 커클랜드의 주된 산업으로 자리매김했다. 1940년까지 번성한 워싱턴호 조선소는 제2차 세계 대전 중 25척의 군함을 건조했다.

### 합병
1905년, 정식 도시가 된 커클랜드는 12차례 확장을 거치며 1940년과 1960년 사이 거의 2배가 넓어졌다. 1968년 7월 31일, 커클랜드는 이웃 마을 헌턴을 합병해 인구 13,500명의 도시가 되었고 그 후에는 1974년에는 토템 호수 인근을 합병했다. 1988년에는 사우스 후아니타와 노스 로즈 힐과 사우스 로즈 힐을 합병했는데 이는 20년간 워싱턴주에서 가장 큰 합병 규모였다. 이로 인해 커클랜드에 인구 16,119명이 추가되었고 이는 1980년부터 1890년까지 인구 증가율의 76%를 차지했다.
2009년 11월 3일, 시는 킹카운티의 시나 타운 간의 합병을 장려하는 계획에 동조하여 세금을 낮춰 합병을 유도한 후, 세 북부의 도시 핀 힐, 후아니타, 킹스 게이트를 합병시키는 것에 대한 주민 투표를 진행하였다. 하지만 7표차로 60% 기준에 도달하지 못했다. 이는 시의 유권자의 부채 일부를 수용하는 법안 때문이었다. 그러나 찬성표가 50%가 넘었기 때문에 시의회는 부채 수용안을 제외한 합병안에 동의했다.
2011년 1월 1일, 최종적으로 합병에 성공하며 커클랜드는 33,000명의 주민과 18km2의 면적이 늘어났다.

## 인구
| 인구조사              | 인구   | Note  | %±     |
| --------------------- | ------ | ----- | ------ |
| 1900년                | 264    |       | —      |
| 1910년                | 532    |       | 101.5% |
| 1920년                | 1,354  |       | 154.5% |
| 1930년                | 1,714  |       | 26.6%  |
| 1940년                | 2,084  |       | 21.6%  |
| 1950년                | 4,713  |       | 126.2% |
| 1960년                | 6,025  |       | 27.8%  |
| 1970년                | 14,970 |       | 148.5% |
| 1980년                | 18,785 |       | 25.5%  |
| 1990년                | 40,052 |       | 113.2% |
| 2000년                | 45,054 |       | 12.5%  |
| 2010년                | 48,787 |       | 8.3%   |
| 2019 (추산)           | 93,010 | [ 8 ] | 90.6%  |
| U.S. Decennial Census |        |       |        |

## 지리
커클랜드의 서쪽은 워싱턴 호로 가로막혀있고, 동쪽은 레드먼드, 남쪽은 벨뷰, 북쪽은 캔모어, 우딘빌, 보셀과 접해있다.
커클랜드에서 405번 주간고속도로를 통해 다른 워싱턴호 동부 도시인 벨뷰, 렌턴, 보셀로 갈 수 있고, 520번 워싱턴주 국도를 통해 서쪽으로는 시애틀, 동쪽으로는 레드먼드에 쉽게 갈 수 있다.
미국 인구 조사국에 따르면, 커클랜드의 총 면적은 46.18km2, 육지 면적은 46.15km2, 내수면 면적은 0.03km2이다. 해발 고도는 4m에서 150m로 다양하다.

## 기후
| Kirkland, Washington의 기후 | Kirkland, Washington의 기후 | Kirkland, Washington의 기후 | Kirkland, Washington의 기후 | Kirkland, Washington의 기후 | Kirkland, Washington의 기후 | Kirkland, Washington의 기후 | Kirkland, Washington의 기후 | Kirkland, Washington의 기후 | Kirkland, Washington의 기후 | Kirkland, Washington의 기후 | Kirkland, Washington의 기후 | Kirkland, Washington의 기후 | Kirkland, Washington의 기후 |
| 월                          | 1월                         | 2월                         | 3월                         | 4월                         | 5월                         | 6월                         | 7월                         | 8월                         | 9월                         | 10월                        | 11월                        | 12월                        | 연간                        |
| --------------------------- | --------------------------- | --------------------------- | --------------------------- | --------------------------- | --------------------------- | --------------------------- | --------------------------- | --------------------------- | --------------------------- | --------------------------- | --------------------------- | --------------------------- | --------------------------- |
| 역대 최고 기온 °F (°C)      | 66 (19)                     | 70 (21)                     | 79 (26)                     | 90 (32)                     | 94 (34)                     | 98 (37)                     | 103 (39)                    | 101 (38)                    | 100 (38)                    | 89 (32)                     | 74 (23)                     | 64 (18)                     | 103 (39)                    |
| 일평균 최고 기온 °F (°C)    | 43 (6)                      | 47 (8)                      | 54 (12)                     | 59 (15)                     | 64 (18)                     | 70 (21)                     | 77 (25)                     | 78 (26)                     | 71 (22)                     | 61 (16)                     | 52 (11)                     | 45 (7)                      | 60 (16)                     |
| 일일 평균 기온 °F (°C)      | 38 (3)                      | 41 (5)                      | 47 (8)                      | 50 (10)                     | 55 (13)                     | 61 (16)                     | 66 (19)                     | 67 (19)                     | 62 (17)                     | 53 (12)                     | 46 (8)                      | 38 (3)                      | 52 (11)                     |
| 일평균 최저 기온 °F (°C)    | 33 (1)                      | 36 (2)                      | 39 (4)                      | 42 (6)                      | 47 (8)                      | 53 (12)                     | 56 (13)                     | 57 (14)                     | 52 (11)                     | 46 (8)                      | 40 (4)                      | 34 (1)                      | 45 (7)                      |
| 역대 최저 기온 °F (°C)      | −5 (−21)                    | −3 (−19)                    | 11 (−12)                    | 28 (−2)                     | 29 (−2)                     | 37 (3)                      | 41 (5)                      | 43 (6)                      | 34 (1)                      | 27 (−3)                     | 5 (−15)                     | 0 (−18)                     | −5 (−21)                    |
| 평균 강수량 인치 (mm)       | 4.81 (122)                  | 3.43 (87)                   | 3.51 (89)                   | 2.77 (70)                   | 2.16 (55)                   | 1.63 (41)                   | 0.79 (20)                   | 0.97 (25)                   | 1.52 (39)                   | 3.41 (87)                   | 5.84 (148)                  | 5.43 (138)                  | 36.27 (921)                 |
| 평균 강설량 인치 (cm)       | 2.0 (5.1)                   | 2.2 (5.6)                   | 0.8 (2.0)                   | 0 (0)                       | 0 (0)                       | 0 (0)                       | 0 (0)                       | 0 (0)                       | 0 (0)                       | 0 (0)                       | 1.0 (2.5)                   | 2.1 (5.3)                   | 8.1 (21)                    |
| 출처:                       |                             |                             |                             |                             |                             |                             |                             |                             |                             |                             |                             |                             |                             |